# Джон Джеймс Беклі
Джон Джеймс Беклі (англ. John James Beckley ; 1757–1807) — американський бібліотекар, державний і політичний діяч.
Перший бібліотекар Конгресу США в період з 29 січня 1802 до 8 квітня 1807 року.

## Біографія
Народився 4 серпня 1757 року у Лондоні.
Батьки відправили сина у віці одинадцяти років до колонії Вірджінія, де він став найманим працівником торгової фірми John Norton & Son за сприяння Джона Клейтона (John Clayton, 1694—1773) — співробітника цієї компанії. Беклі прибув до Вірджинії незадовго до свого 12-річчя. Клейтон узяв юнака під свою опіку і подбав про його освіту. Завдяки Клейтону Беклі познайомився з багатьма впливовими членами колонії. Після смерті Клейтона в грудні 1773 року, Джон Беклі вважав за краще залишитися у Віргжинії, ніж повернутися до Лондона.
Попри те, що Беклі ніколи не навчався у коледжі Вільгельма та Марії, статутом коледжу було дозволено брати участь у його товаристві Phi Beta Kappa тим, хто не був учнем коледжу, тож у квітні 1779 року Джон Беклі у став членом цього товариства (братства). Так розпочалася його політична кар'єра.
У червні 1782 року він брав участь у перших виборах у місті Річмонд, штат Віргінія, і став одним із дванадцяти обраних членів міської ради. Вже в 1783 році його було обрано мером Річмонда, і на цій посаді він перебував двічі в 1783—1784 і 1788—1789 роках. Джон Беклі став масоном і в 1785 брав участь у зборі коштів, на які був споруджений Мейсон-холл у Річмонді.
Четвертий президент США Джеймс Медісон посприяв тому, щоб Джон Беклі став членом (клерком) Палати представників Clerk of the United States House of Representatives в 1789 році Водночас Беклі почав працювати в бібліотеці Конгресу США, і коли 26 січня 1802 року було засновано офіційну посаду бібліотекаря Конгресу, президент Томас Джефферсон попросив свого друга та політичного союзника Джона Беклі, який також був секретарем у палаті представників, обійняти цю посаду. Беклі обіймав обидві посади до своєї смерті у 1807 році.
Помер 8 квітня 1807 року у Вашингтоні.
Джон Беклі був одружений з Марією Принц (Maria Prince). Їхній син, Альфред Беклі заснував місто Беклі, нині це штат Західна Віргінія, і назвав його так на честь свого батька.